# Folsomides troglobius
Folsomides troglobius är en urinsektsart som först beskrevs av Rapoport och Maño 1969.  Folsomides troglobius ingår i släktet Folsomides och familjen Isotomidae. Inga underarter finns listade i Catalogue of Life.